# 彼得·柯林斯

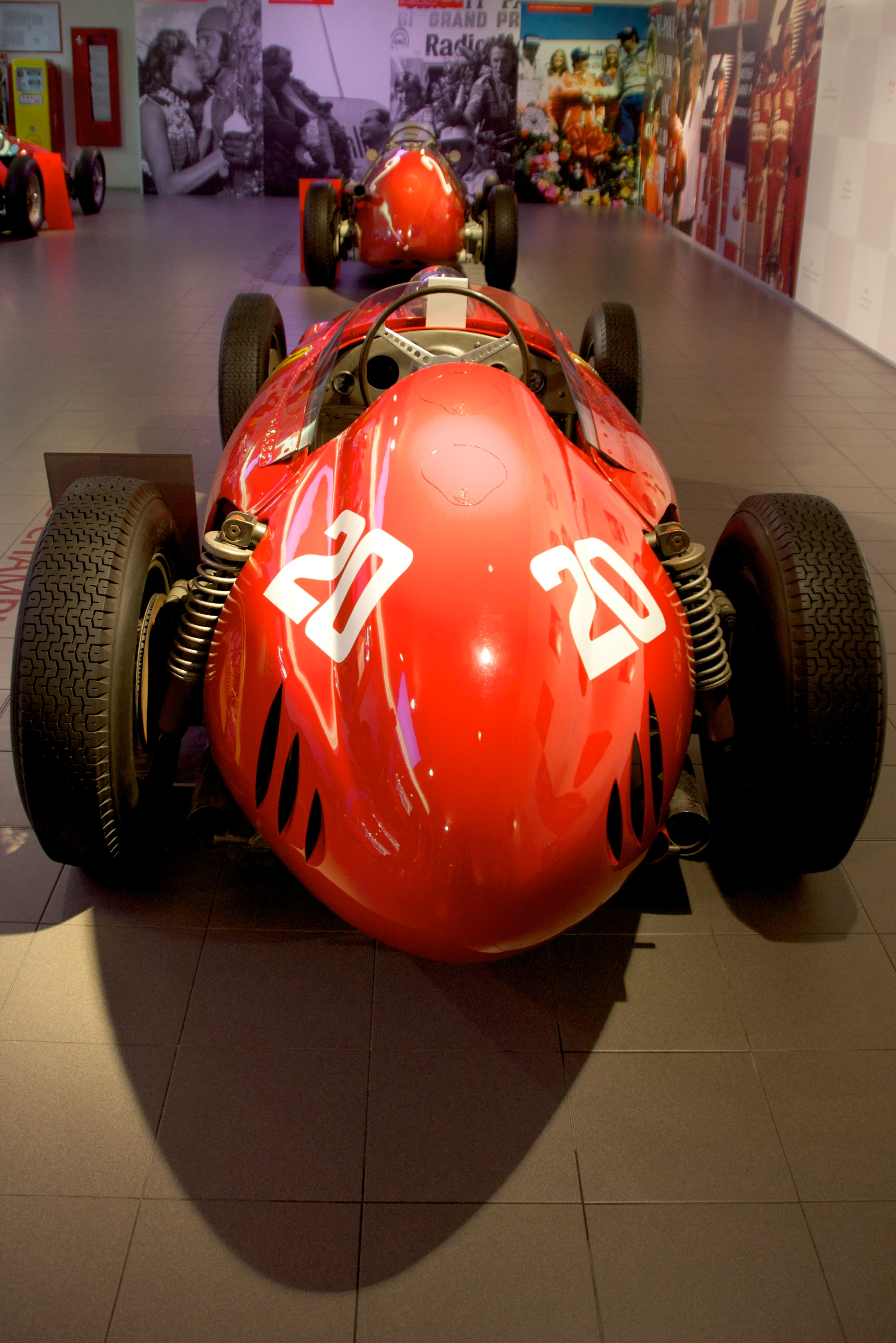
柯林斯所駕駛的當時法拉利牌賽車

彼得·约翰·柯林斯（英語：Peter John Collins，1931年11月6日—1958年8月3日）是一名英国的赛车手。1949年，17岁的柯林斯开始了他的赛车生涯，在三级方程式赛车中表现出色，并于1952年进入一级方程式赛车。
1956年，柯林斯凭借在1955年弗洛里奥盾中的出色表现加入了法拉利车队，这也成为了他的生涯转折点。在法拉利车队，柯林斯赢得了恩佐·费拉里的极高赞赏。恩佐24岁的儿子迪诺当时因肌肉萎缩去世，陷入悲痛的恩佐将柯林斯视作安慰，把其当作家人一样对待。
在蒙扎赛道举办的1956年意大利大奖赛中，柯林斯极有可能成为英国的第一位一级方程式世界冠军，但他选择了把他的赛车交给遭遇故障的正处于积分榜榜首的队友胡安·曼努埃尔·凡焦。柯林斯的无私举动让他获得了恩佐·费拉里的尊敬和凡焦的高度赞扬
1957年，柯林斯与路易丝·金结婚。金是美国人，其父亲是一名美国驻联合国代表。
在尼尔堡赛道举办的1958年德国大奖赛中，柯林斯在追击范沃尔车队的托尼·布鲁克斯时遭遇致命车祸。柯林斯被甩出车外并撞到树上，头部受重伤，在波恩的一家医院逝世。他的去世与其在法拉利的队友路易吉·穆索的遭遇几乎相同。另一名队友迈克·霍索恩因柯林斯的去世而心烦意乱，于是选择在赢得1958年车手冠军后退役，霍索恩随后又在第二年死于车祸。